# Сибила
Сибила (на старогръцки: Σίβυλλαι, по името на една от прорицателките, в българския се среща и под името сивила) в древногръцката и староримската традиция е жена – оракул, която в екстатично състояние е способна да получи вдъхновение от божеството, на което служи, и да предаде неговата воля. Сибилите трябва да се отличават от пророците, тъй като за разлика от тях, те не съзнават смисъла на изказаните от тях откровения. Поради тази причина към тях са били прикрепяни специални тълкуватели (херменевти), които да обясняват смисъла на казаното. Сибилите играят огромна роля в обществения, религиозния и културния живот в цялото Средиземноморие по време на Античността.

## Етимология
Етимологията на думата не е съвсем уточнена и подлежи на различни трактовки у различните автори. Със сигурност се знае, че първоначално Сибила е името на една от прорицателките в древна Троя, чието име се е превърнало в нарицателно и е прикрепяно към следващи прорицателки. Платон казва във Федър244b: „тези хора, които под влияние на внушеното им прозрение, водят със своите предсказания толкова често мнозина от нас по пътя на бъдещето“. Павзаний им посвещава цяла глава , от която Микеланджело черпи идеята си да изпише в Сикстинската капела сибилите на Делфийския оракул, на Еритрея и Куме.

## Определение
За съвременната наука въпросът за това, как са се избирали сибилите, или как определени млади жени са ставали такива, все още подлежи на изясняване. Според някои изследователи (Фрейзър и последователите му), особено при необходимата приемница на старата сибила, става дума за ясен и целенасочен подбор, извършван по определени критерии. Според други автори (в България Александър Фол е привърженик на това схващане), дарът на сибилите се е проявявал спонтанно, веднъж проявен, той е бил санкциониран от тогавашното теократично по устройството си общество. Така или иначе, освен способността за екстатично възприятие, към задължителните качества за една сибила се отнасят девствеността и неграмотността. Последното е част от концепцията, поне в по-късната античност, че прорицателката трябва да има минимални съприкосновения с външния свят, за да може изцяло и безпристрастно да се съсредоточи върху своята дейност.

## Известни сибили
Сред сибилите има някои особено изтъкнати. Това са най-вече Питиите – сибилите на Делфийския оракул. В по-късната традиция особена важност придобива т. нар „Еритрейска сибила“, на която ранните християни приписват пророчество за идването на Иисус Христос. В един от акростиховете на нейните прорицания се съдържа и думата „Ихтюс“ – риба. Тъй като думата „ихтюс“ съдържа в себе си началните букви на името и титлите на Христос (Исус Христос Теу Юйос Сотер – „Исус Христос, Син Божи, Спасител“), рибата е един от най-ранните и основни символи на християнството.

## Списък на сибилите
| Име                                   | Изображение | География                                | Описание | Известни пророчества |
| ------------------------------------- | ----------- | ---------------------------------------- | --- | --- |
| Територия на Древна Гърция:           |             |                                          | | |
| Делфийска (Артемия)                   |             | Делфи                                    | Има младежки вид, в ръце носи лаврова клонка, оплита главата си със своите коси. Живее преди Троянската война. Споменава се в „Строматах“ от Климент Александрийски. | |
| Фригийска (Лампуса)                   |             | Анкира                                   | Има старчески вид, в ръка винаги носи изваден меч. Произхожда от рода на гръцкия прорицател Калхант, участник в Троянската война. | |
| Еритрейска (Герофила или Самия)       |             | Еритрея в Йония                          | Нейни родители се считат Аполон и Ламия. В ръцете си носи изваден меч, опирайки се на него, и кръгла ябълка, красива като звезда, която тя хвърля пред краката си. По преданията, живяла 483 години преди падането на Троя. | Съгласно древна легенда, еритрейската сибила предсказва, че Рим ще бъде разрушен. |
| Самоска (Фито или Самонета)           |             | Самос                                    | Живее във II хилядолетие до н. е., ходи в разноцветни дрехи, носи в ръка книга и трънен венец. | |
| Делоска                               |             | Делос                                    | | |
| Троянска (Хелеспонтска)               |             | Троя                                     | Живее през VI век до н.е. по времето на персийския цар Кир II Велики и атинския политик Солон. В ръце носи класове пшеница. | Падането на Константинопол |
| Територия на Древния Изток:           |             |                                          | | |
| Персийска, Вавилонска (Самбета)       |             | Персия                                   | Живее през XIII век до н. е., има младежки вид, ходи в златни дрехи. Описана е от Йостин Философ в неговото „Слово към езичниците“. Местоживеенето ѝ е определено така: „Стои древен езически храм, и след него езеро, което наричат „Аверн“. Около него по лявата страна има планина. В тази планина има просторна пещера… Там, както се говори, живее сибилата“ | Приписват и 24 книги с пророчества. Сред тях има такива за делата на Александър Македонски, за Исус Христос. Нейните пророчества се отнасят към 1248 год до н.е. |
| Халдейска                             |             |                                          | | |
| Египетска (Агрипа, или Тараксандра)   |             | Египет                                   | В ръцете си носи книга, на средна възраст, ходи с червена дреха. За сибилата съобщава Климент Александрийски в своето „Слово към езичниците“. | Предсказание за разрушаването на Ефеския храм и храмовете на Изида и Серапис в Египет. Има пророчества за въплъщението на Исус Христос. |
| Палестинска (Еврейска, Сабска Сибила) |             | Сирия                                    | Географът Павсаний нарича Сибилата – „Сабската пророчица“, живееща с евреите зад пределите на Палестина, в Сирийските планини. Римският софист от III век Елиан я нарича Еврейската Сибила. Теофил Антиохийски пише, че у евреите нееднократно се появяват сибили, подобни на гръцките. Сивила Сабска често се отъждествява със Савската царица.                  | Пророчество за Животворящия кръст |
| Територия на Древния Рим:             |             |                                          | | |
| Кумска                                |             | Куме                                     | Една от десетте Сибили, описани от Марк Теренций Варон. Сибила е пророчица, произлизаща от Вавилон, която през 6 век пр.н.е. седи пред оракула на Аполон в гръцката колония Куме, близо до Неапол. | „Сибилини книги“ |
| Тибуртинска (Албонея)                 |             | Италия                                   | Живее през времената на император Октавиан Август. В ръцете си носи маслинова клонка. | „Златната легенда“ споменава се нейното общуване с Октавиан Август по въпроса за наричането му „бог“. Тя му се явява като небесен образ на Богородица с младенеца на ръце, и Октавиан се отказва от приемането на този титул. Так тя предсказва разрушаването на храма на Янус в Рим. |
| Кимерийска (Кармента)                 |             | Италия (планина Кармал), около ез. Аверн | Носи в ръцете си цвят от роза. Евандър, основател на храма на Пан, така наричания Луперкион, е неин син. | Пророчество, че светът ще съществува 6000 години (началото на изчислението е неизвестно) |

## Сибилини книги
Сибилини или Сибилски книги са сборници, които съдържат прорицанията на сибилите.
Такива сибилини книги се съхранявали строго в Рим и от тях почти нищо не е съхранено. Съхранили са се обаче така наречените „пророчества на сибилите“ – текстове, приписвани на сибилите, но в действителност съчинени през периода на ранното християнство от християнски автори. Те съдържат различни апокалиптични пророчества, а също и предсказания за идването на Иисус Христос.